# Howard Baskerville
Pour les articles homonymes, voir Baskerville.
Howard Baskerville (10 avril 1885 - 19 avril 1909) est un professeur américain à l'école de la mission présbytérienne à Tabriz, en Iran. On se réfère souvent à lui comme le La Fayette de l'Iran.

## Biographie
En 1908, durant la révolution constitutionnelle persane, il décide de rejoindre les constitutionnalistes et de se battre contre le chah Kadjar Mohammad Ali Chah. Il est tué par balles alors qu'il était à la tête d'un groupe de combattants étudiants afin de briser le siège de Tabriz.
Baskerville est un professeur à l'école américaine, une des institutions créées par les missionnaires américains qui travaillaient dans la région depuis le milieu du XIXe siècle. Il arrive à Tabriz en 1907, fraîchement sorti du séminaire théologique de Princeton, afin d'enseigner à la American Memorial School à Tabriz, et est pris par l'ambiance révolutionnaire qui règne alors en Iran. Il combat le blocus des royalistes qui visait à affamer la ville. Le 19 avril 1909, il mène un contingent de 150 combattants nationalistes dans une bataille contre les forces du roi. Une balle lui perfore le cœur et il meurt instantanément, neuf jours après son vingt-quatrième anniversaire.

## Postérité
Beaucoup de nationalistes iraniens portent toujours une grande admiration à Baskerville, qu'ils tiennent pour un exemple d'allié bienvenu et d'une « troisième force » utile qui aurait pu briser le pouvoir de Londres et de Moscou à Téhéran.
Il est considéré par certains Iraniens comme un martyr ; il est enterré à Tabriz.
Une sculpture de lui est aujourd'hui située dans la Maison de la constitution de Tabriz.
Un tapis persan tissé à partir de sa photo a été réalisé par les artisans de Tabriz et envoyé à la mère de Baskerville aux États-Unis, en reconnaissance de son courage et de son sacrifice.
Il apparaît dans le roman Samarcande de l'écrivain libano-français Amin Maalouf, qui en dresse un portrait élogieux.